# Ofen (Berg)
Der Ofen, 2873 m ü. M., ist ein Gipfel in der Schweiz auf der Grenze der Kantone Glarus und Graubünden. Der Gipfelaufbau besteht – ebenso wie derjenige der benachbarten Tschingelhörner – aus den sehr alten Gesteinen der Verrucano-Decke, die bei der Auffaltung der Alpen über die viel jüngeren Flyschschichten geschoben wurden, die den steileren Sockel des Berges bilden. Die Überschiebungslinie ist mittlerweile UNESCO-Weltnaturerbe und ist am Ofen deutlich sichtbar, weil das brüchige Verrucanogestein flacher liegt als der festere und damit steilere Flysch. 
Vor wenigen Jahrzehnten blieb die wenig steile südöstliche Gipfelfläche sehr lange schneebedeckt, seit den 1990er Jahren musste man sich im Sommer an einen neuen Anblick mit aperem Gipfel gewöhnen. Der Gipfel liegt südlich des Segnespasses, welcher Elm im Kanton Glarus mit Flims im Kanton Graubünden verbindet, von diesem getrennt durch die Tschingelhörner.

## Zugang
Von der Südseite ist der Berg einfach zu begehen, entweder von Elm oder von Flims.
Glarner Seite: Von der Martinsmadhütte SAC führt ein Pfad zum Ofenrus und zum Grischsattel 2760 Meter, von dort nach Norden. Von der Bündner Seite her auch zum Grischsattel. 
Im Sommer 2009 war versuchsweise ein Busbetrieb von Laax nach Nagens auf 2127 m ü. M. in Betrieb.
Der Gipfel wird auch im Winter begangen.

## Einzelnachweise

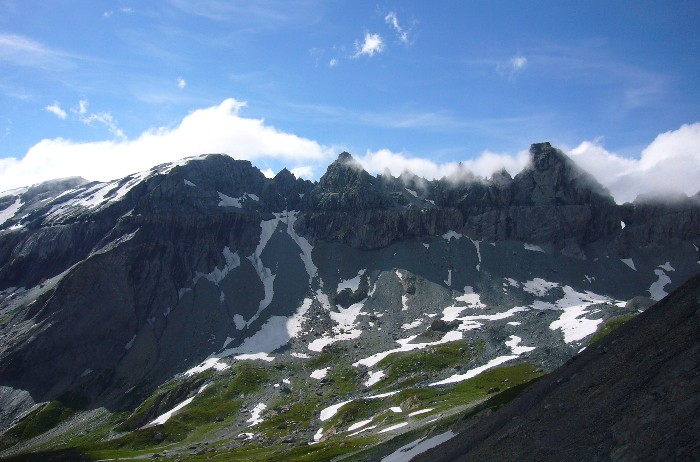
Der Ofen und Tschingelhörner mit Martinsloch